# Luisa Espino
Luisa Espino (Madrid, 1980) es una historiadora del arte, crítica y comisaria de exposiciones española  experta en arte contemporáneo. Su línea de investigación se  relaciona con el espacio público y las transformaciones en las ciudades y en la sociedad contemporánea.

## Trayectoria profesional

### Formación
Licenciada en Historia del Arte por la Universidad Complutense de Madrid, y postgraduada en Comunicación y Arte, realizó posteriormente un doctorado en arte contemporáneo en la misma universidad.

### Gestora cultural
Ha trabajado como gestora cultural desde muy joven, en el Centro Cultural Español de Miami (AECID, 2004-2006), la Galería de Madrid Elba Benítez (2006-2008)y como responsable de las exposiciones internacionales del Centro Andaluz de Arte Contemporáneo entre 2008 y 2013.  Ha ejercido como jefa de la sección de arte de El Cultural del periódico El Mundo desde 2017 hasta 2024.Actualmente es la responsable del Centro de residencias artísticas de Matadero Madrid nombrada en marzo de 2024. 

### Comisariados
Entre sus proyectos curatoriales encontramos las exposiciones 24/7. Conectados (CentroCentro, 2017), Andrea Canepa. La verdad está en otra parte (DA2, 2017), Andreas Fogarasi. Vídeo (a3bandas, 2015), People Have the Power (La Casa Encendida, 2013), Ai Weiwei. Resistencia y tradición (CAAC, 2013) y PROYECTO HABITAR. Cuando quienes crean ciudades son arquitectos improvisados (en itinerancia por la Red de Centros Culturales AECID en Miami, México DF, Montevideo y Antigua Guatemala, 2009-2010). Prepara también la nueva exposición de Eva Fàbregas en Abierto x Obras de Matadero Madrid junto al comisario Aimar Arriola.
Además, ha colaborado con programas de investigación como Una ciudad muchos mundos en Intermediae Matadero.

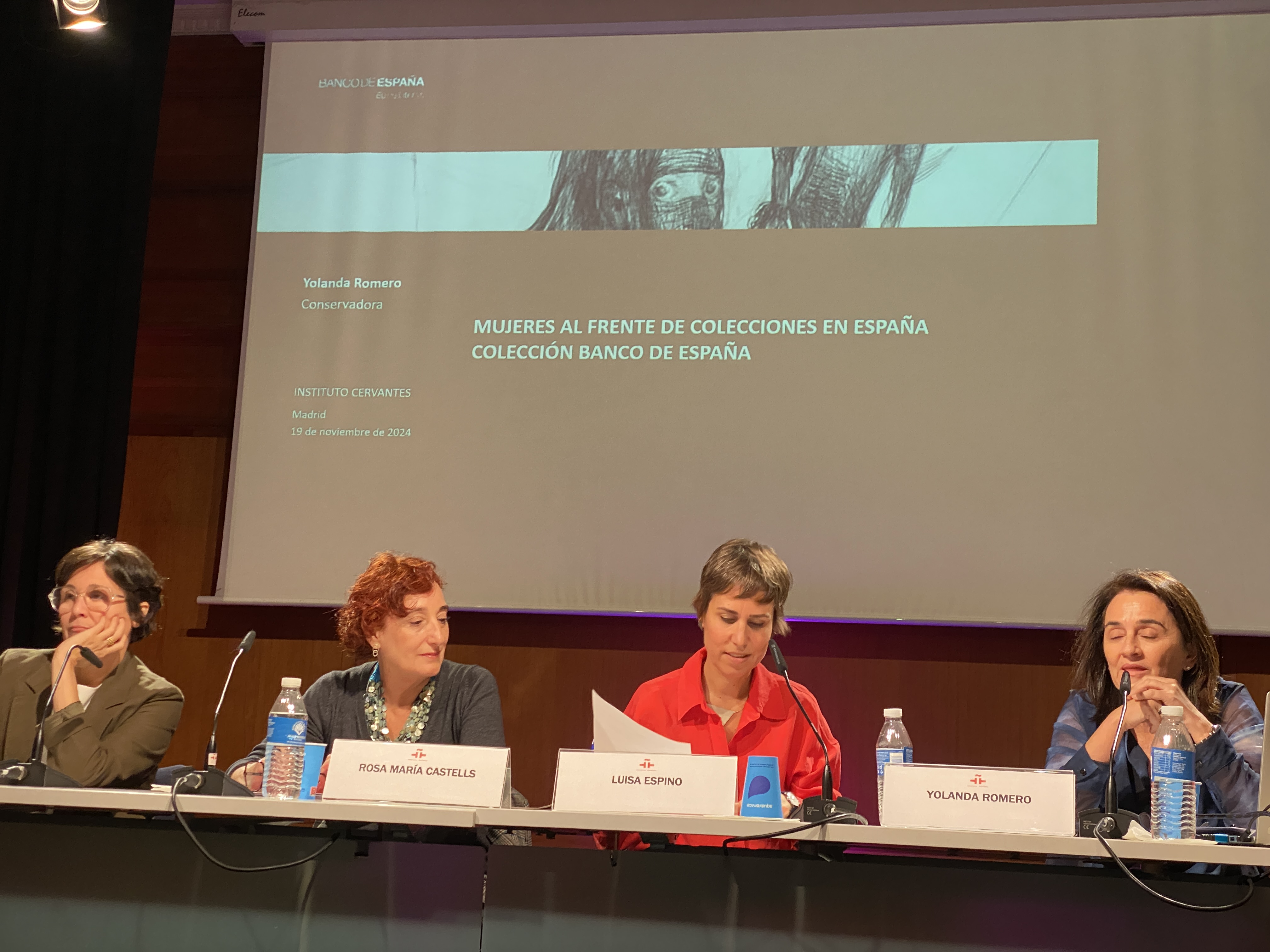
En el Instituto Cervantes de Madrid.

En el año 2024 participa en la mesa sobre mujeres coleccionistas del instituto Cervantes en el ciclo Mujeres en las colecciones de arte. 

### Jurados
- Comité de Selección de intransit, UCM, 2016

- Comité de Selección del Festival OFF de PhotoEspaña, 2018

- Participación en la Comisión de Adquisición de Obras de Arte de la Comunidad de Madrid,2018

- A secas. Artistas andaluces de ahora, CAAC, 2019

- VII Premio Colección Fundación Cañada Blanch, Valencia, 2020

- Selección de 6 obras de artistas españolas para la adquisición del Parlamento Europeo, 2020

- Panorama Madrid, CentroCentro Cibeles, 2020

- V Premio Cervezas Alhambra de Arte Emergente, 2021